# Kolej aglomeracyjna w Trondheim
Kolej aglomeracyjna w Trondheim (nor. NSB Lokaltog Trøndelag), dawna nazwa Trønderbanen - dojazdowa kolej w regionach Nord-Trøndelag i Sør-Trøndelag obsługująca aglomerację Trondheim. Kolej jest niezelektryfikowana i obsługiwana przez autobusy szynowe.

## Przebieg
Kolej aglomeracyjna nie korzysta z własnych torowisk, a z linii przeznaczonych dla innego ruchu lokalnego i dalekobieżnego. Wykorzystuje następujące linie:
- Dovrebanen na odcinku Oppdal - Trondheim
- Meråkerbanen na odcinku Hell - Trondheim
- Nordlandsbanen na odcinku Hell - Steinkjer
- Rørosbanen na odcinku Røros - Trondheim,
- Stavnebanen na odcinku Marienborg - Lerkendal

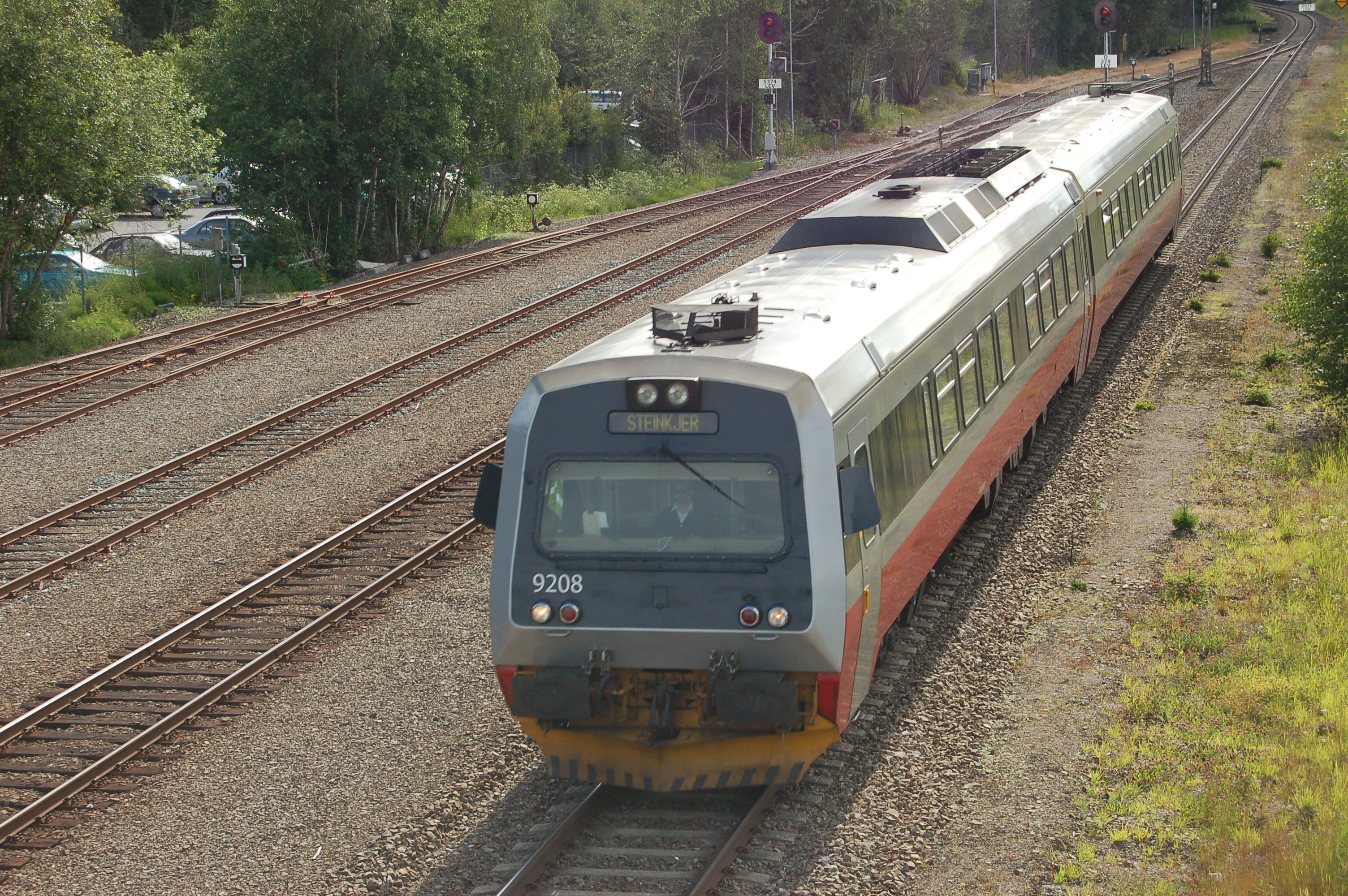
Kolej obsługiwana jest przez jednostki klasy 92

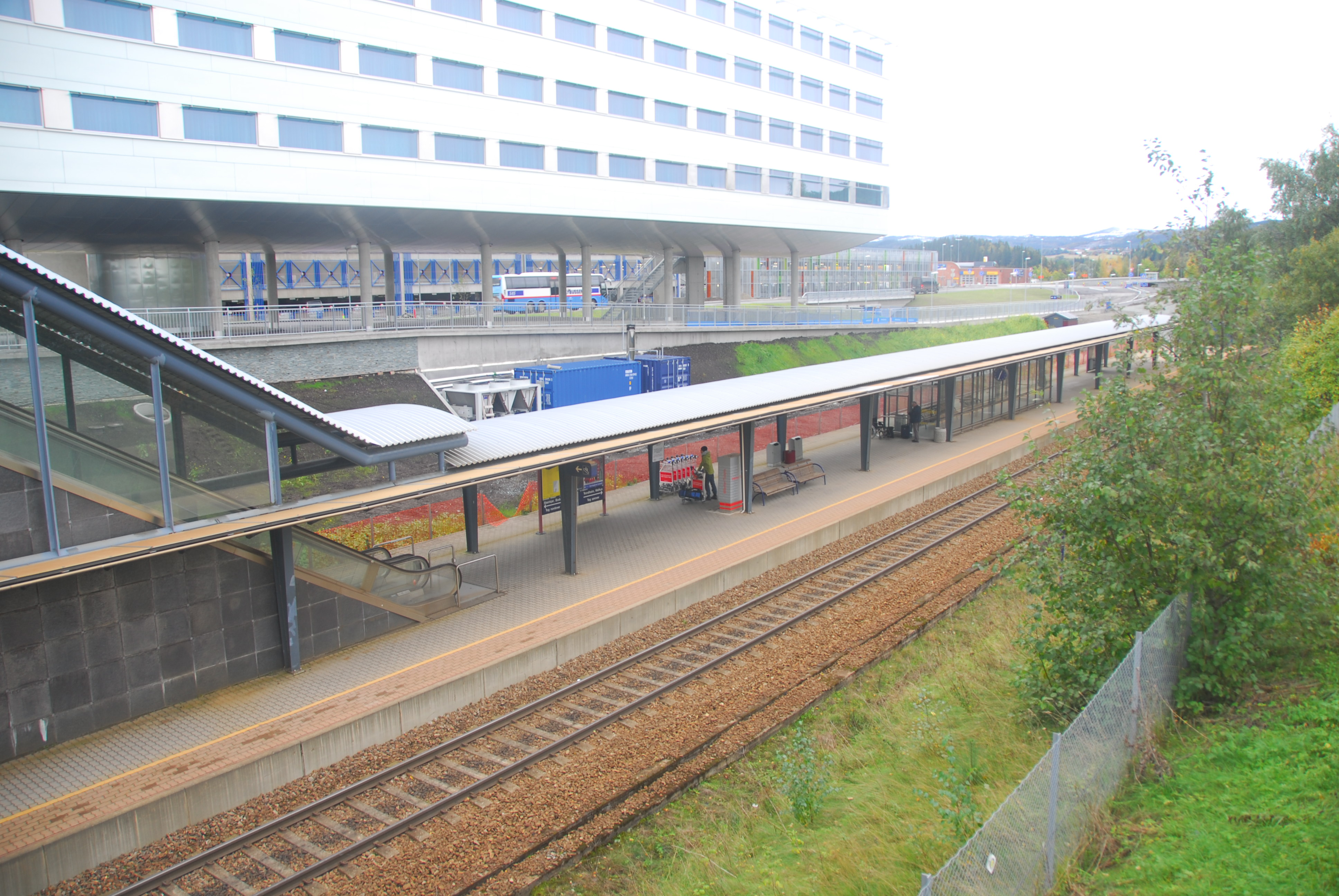
Lotnisko w Trondheim było pierwszym w krajach nordyckich połączonym linią kolejową z centrum obsługiwanego przez nie miasta

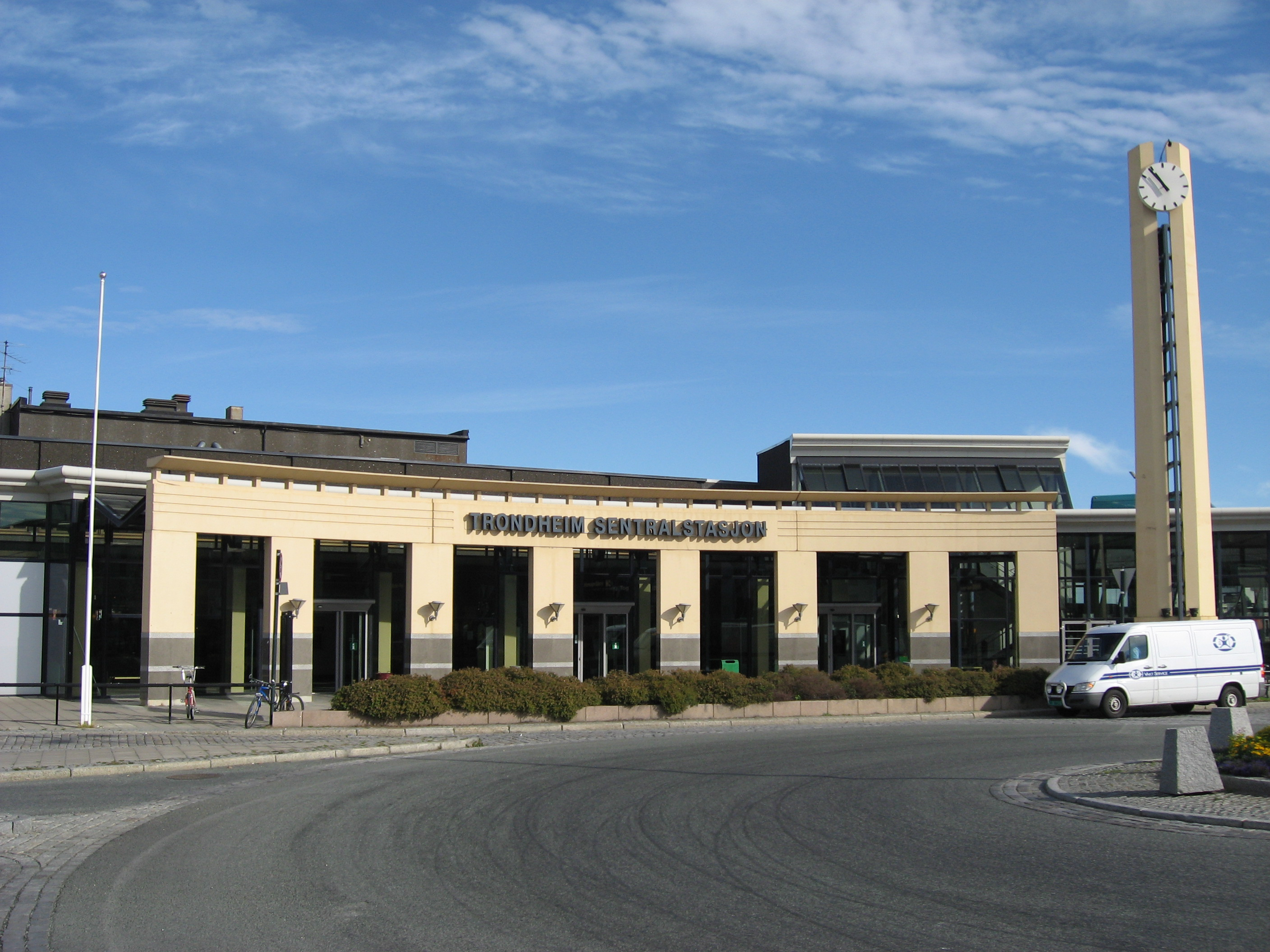
Centralną stacją systemu jest dworzec w Trondheim

Stacje na linii:
| - Røros - Glåmos - Reitan - Ålen - Haltdalen - Langlete - Singsås - Kotsøy - Rognes - Støren | - Støren - Hovin - Lundamo - Ler - Kvål - Melhus - Heimdal - Selsbakk - Lerkendal - Marienborg - Skansen - Trondheim S | - Trondheim S - Lademoen/Nedre Elvehavn - Lilleby - Leangen - Rotvoll - Vikhammer - Hommelvik - Hell | - Hell - Port lotniczy Trondheim-Værnes - Stjørdal - Skatval - Åsen - Ronglan - Skogn - Levanger - HiNT Røstad - Bergsgrav - Verdal - Røra - Sparbu - Steinkjer |

## Ruch pasażerski
Czas przejazdu między Trondheim a Røros wynosi 2 h 35' a między Trondheim a Steinkjer - 2 h 4 minuty. Pociągi podmiejskie zatrzymują się na prawie wszystkich stacjach. W godzinach szczytu pociągi na linii kursują w takcie półgodzinnym a poza szczytem co godzinę. Większość stacji na linii nie ma kas biletowych a bilety są do nabycia w automatach na stacji bądź w pociągu. Wszystkie pociągi zaopatrzone są w automaty z ciepłymi napojami Pociągi mają możliwość przewożenia rowerów; w roku 2011 był to serwis odpłatny.

## Wykorzystanie
W roku 2010 największą frekwencję notowały pociągi na linii Trondheim - Steinkjer, skorzystało z nich 530 000 pasażerów a liczba podróżnych nie różniła się od lat poprzednich. Kolej między Røros a Trondheim przewiozła 80 000 pasażerów i zanotowała pięcioprocentowy wzrost frekwencji. Odcinek między Östersund a Trondheim pokonało w 2010 roku w ruchu lokalnym 67 000 pasażerów czyli o 1 procent mniej niż w 2009.

## Historia
Ruch pasażerski na liniach wychodzących z Trondheim odbywał się jeszcze w XIX wieku i trwał cały wiek XX, jednak dopiero w roku 1993 państwowy przewoźnik postanowił ujednolicić ruch podmiejski w ramach kolei aglomeracyjnej. Połączenie kolejowe otrzymało lotnisko w Trondheim. Kolej otwarto 1 września 1993, podwajając liczbę pociągów. 4 stycznia 2000 w okolicy stacji Åsta na Rørosbanen zdarzył się jeden z najtragiczniejszych wypadków kolejowych w historii Norwegii. Pociąg ruchu lokalnego jadący na północ z Hamar zderzył się z jadącym na południe pociągiem dalekobieżnym z Trondheim. Życie straciło 19 osób. Spowodowało to czasowe zamknięcie linii. Przewoźnik zapowiedział również, że planuje zamknąć część stacji na linii; w roku 2001 zamknięto 6 stacji. W 2004 roku zmieniono nazwę kolei na obecnie obowiązującą NSB Lokaltog Trøndelag. W latach 2010–2011 przeprowadzono renowację większości przystanków na linii.